# Association sportive beaunoise
 (août 2025).
Si vous disposez d'ouvrages ou d'articles de référence ou si vous connaissez des sites web de qualité traitant du thème abordé ici, merci de compléter l'article en donnant les références utiles à sa vérifiabilité et en les liant à la section « Notes et références ».
L' Association sportive beaunoise est un club de football français situé à Beaune.
Le club a évolué en Division 3 et en Division 4 de 1975 à 1993.

## Histoire
Le premier club de football fondé à Beaune à la sortie de la Première Guerre mondiale portait le nom d'Union sportive beaunoise (USB). Un deuxième club vit le jour en 1920 sous le nom des Fils de France.
À la veille de la Seconde Guerre mondiale, l'USB disparut et fut remplacée par l'Association des patronages laïques de Beaune (ASPLB). À la fin de la guerre, les deux clubs se rapprochèrent et décidèrent de fusionner sous le nom d'Association sportive beaunoise (ASB).
La saison 1948-1949 fut la première saison du club en Championnat de France amateurs (CFA) avec malheureusement une descente en honneur en fin de saison. La deuxième eut lieu deux saisons plus tard, en 1950-1951, après le premier titre de champion de Bourgogne en 1950.
Il faut attendre la saison 1974-1975 pour obtenir un nouveau titre de Champion de Bourgogne et une accession en Division 3.
En 1978, l'ASB quitte le stade des Mariages pour le nouveau stade construit par la ville dans le parc du Château de Vignoles. L'inauguration a lieu le 22 octobre avec deux matches au programme, Les Vieilles Gloires et les Journalistes contre les Pony-Boys, puis l'ASB contre Bastia (2–3). On fêtait également le jubilé de Paul Orsatti, alors entraîneur de l'ASB.
Le club resta une vingtaine d'années au niveau national avant de sombrer jusqu'en Promotion de Ligue pour la saison 1999-2000. De nouvelles recrues ont permis la remontée jusqu'en division honneur en 2004-2005 pour une saison seulement puis de nouveau en 2006-2007 pour le dernier titre du club et une accession en CFA 2.
L'Assemblée Générale de l'ASB, tenue le 2 juillet 2007, décide de donner un nouveau nom au club qui s'appellera le « Beaune Football Club », nom qu'il gardera jusqu'en 2014 et un retour au nom originel d'« AS Beaune ».

## Palmarès
- Champion DH Bourgogne : 1950, 1975, 1994, 2007

## Coupe de France
Le meilleur résultat du club est un 32e de finale en 1950-1951,  éliminé à Paris par le Cercle athlétique de Paris (club professionnel) et en 1981-1982, battu par le Stade de Reims (2-1), ce match avait été joué à Nevers.

## Entraîneurs
- 1977-1979 :  Paul Orsatti
- 2025- : Romain Henry[1]

## Anciens joueurs
- Serge Roy
- Stéphane Pounewatchy